# Beatrice Webb
Beatrice Webb, född Potter den 22 januari 1858 i Standish i Gloucestershire, död 30 april 1943 i Liphook i  Hampshire, var en brittisk socialistisk reformator. Hon var en av de tidiga fabianerna och medverkade till bildandet av London School of Economics. Hon var gift med Sidney Webb.

## Biografi
Beatrice Webb var dotter till Richard Potter och Laurencina Heyworth och i ungdomen vän med och lärjunge till Herbert Spencer. Hon utgav 1891 en uppmärksammad skrift, The Cooperative Movement in Great Britain, medverkade i Charles Booths omfattande undersökningar och publikationer rörande arbetsklassens levnadsförhållanden, Life and Labour of the People (1891–1903), och utarbetade därunder den första teorin för fackföreningsrörelsen.
Efter att 1892 ha ingått äktenskap utvecklade hon tillsammans med maken en omfattande verksamhet. Själv publicerade hon skrifter om bland annat fackföreningslagstiftning, lagstadgade minimilöner och kvinnornas krav på lika lön för lika arbete, The Case for the Factory Acts (1901), The Case for the National Minimum (1913), Men’s and Women’s Wages, Should they be Equal? (1919).
År 1913 utvecklade hon grundidén bakom det som 1989 kom att kallas intersektionalitet.
Beatrice Webb ingick i "Fabian Society", men började först ett årtionde senare ta verksam del i dess arbete, som genom makarna Webb inriktades på positiva insatser i kommunala förvaltnings- och politiska lagfrågor och vars program genom Webb ökades med en punkt om likställighet mellan könen. Hon var ledamot i 1905 års fattigvårdslagstiftningskommitté och författade minoritetens utlåtande 1907, som fick stor publicitet och kom att påverka den offentliga debatten i fattigvårdsfrågor. Även i flera andra statliga och kommunala kommittéarbeten deltog hon och var ledamot i den stora kommittén för återställningsarbetet efter första världskriget ("Reconstruction Committee, 1917"). Hon anlitades även i krigskabinettets kommitté 1918–1919 om kvinnors användning i industrin samt i lordkanslerns rådgivande kommitté 1919–1920 om kvinnliga domare.